# アビザフォン
アビザフォン（Avizafone、Pro-Diazepam）は、ベンゾジアゼピン誘導体であるジアゼパムの水溶性プロドラッグである。筋肉内注射が可能である。
アビザフォンは血中酵素により代謝され、活性薬ジアゼパムになる。主に有機リン系神経剤の中毒に対する解毒剤として使用されている。

## 関連記事
- アルプラゾラムトリアゾロベンゾフェノン
- リルマザホン